# Vranský potok
Vranský potok je potok, který pramení v Ústeckém kraji, ale protéká převážně po severním okraji Kladenského okresu ve Středočeském kraji. Jeho délka je 22,19 km a je levostranným přítokem Bakovského potoka, do kterého se vlévá na jeho 7,3 říčním kilometru. Rozloha povodí je 105,5 km² a průměrný průtok v ústí 0,15 m³/s.

## Popis
Potok pramení v nadmořské výšce 320 metrů zhruba 1100 metrů severně od okraje obce Telce v okresu Louny v Ústeckém kraji. Pramen je při západním okraji silnice II/237 v místech, která se označují jako U Kanálů a nebo Na Dolinách. Potůček proteče pod silnicí a teče východním směrem. Zhruba po 1150 metrech vtéká na území kladenského okresu ve Středočeské kraji. Pak protéká při severním okraji lesa, zvaného Obora. Dále pak teče při jižním okraji obce Vraný, podle níž se potok nazývá.
Na okraji obce proteče pod silnicí č.II/239 a pak v místech zvaných U Práče přijímá zleva Močidelský potok. Zhruba po dvou kilometrech protéká obcí Horní Kamenice a pak vesničkou Údešice. Po průtoku širším údolím se dostane k obci Jarpice. Pod touto obcí se do Vranského potoka zprava vlévá Pálečský potok. Dále náš potok protéká podél Budenic a Budeniček, proteče zámeckým parkem zámku Budenice. Pak v obci Šlapanice projde pod silnicí II/118 a proteče Šlapanickým rybníkem.
Dále směřuje přes Poštovice, kde projde pod silnicí č.II/239 do Kmetiněvsi a do Hospozína. Tady protéká soustavou rybníků. Pak protéká širokým údolím a před obcí Černuc proteče pod železniční tratí Roudnice nad Labem – Zlonice. Po průtoku Černucí proteče pod silnicí II/240 a pak teče podél přírodní památky Pod Šibenicí a dále kolem obce Dolní Kamenice a Budihostice. Proteče Budihostickým rybníkem a pod ním se v nadmořské výšce 181 metrů zleva vlévá do Bakovského potoka.

## Obce podél potoka
Podél Vranského potoka od jeho soutoku s Bakovským potokem jsou následující sídla: Budihostice, Dolní Kamenice, Černuc, Hospozín, Kmetiněves, Poštovice, Šlapanice, Budeničky, Budenice, Jarpice, Údešice, Horní Kamenice a Vraný.

## Přítoky
- Močidelský potok (zleva)
- Pálečský potok (zprava)